# Iwan Rogozarow
Iwan P. Rogozarow, bułg. Иван П. Рогозаров (ur. 13 listopada 1887, zm. ?) – bułgarski wojskowy (pułkownik), oficer służby pracy, redaktor i publicysta, minister pracy i służby pracy Bułgarskiego Rządu Narodowego, a jednocześnie dowódca Bułgarskiego Pułku Grenadierów SS pod koniec II wojny światowej.
Służył w armii bułgarskiej. W 1907 r. awansował do stopnia podporucznika, zaś w 1910 r. - porucznika. Uczestniczył w wojnach bałkańskich 1912-1913 i I wojnie światowej. Służył w wojskach inżynieryjnych: w drużynie pontonowej, drużynie technicznej i drużynie samochodowej. Następnie został komendantem szkoły samochodowej. W 1915 r. awansował na kapitana, zaś w 1917 r. na majora. Został odznaczony dwoma Orderami Waleczności (За храброст). We wrześniu 1918 r. brał udział w buncie części armii bułgarskiej w mieście Radomir. Został ranny. W 1919 r. zwolniono go ze służby wojskowej. Od 1936 r. służył w oddziałach służby pracy jako podpułkownik. W 1938 r. został wykładowcą w oficerskiej szkole służby pracy. Od 1940 r. był oficerem w sztabie wojsk służby pracy. W 1943 r. awansował do stopnia pułkownika. Jednocześnie pełnił funkcję redaktora czasopisma „Trudowo deło” (Трудово дело), w którym opublikował wiele artykułów. Miał silne sympatie pro-niemieckie. Utrzymywał bliskie stosunki z niemieckimi oficerami. Na początku 1944 r. przyjechał do bawarskiego Füssen w celu koordynacji działań między niemiecką Reichsarbeitsdienst (RAD) i bułgarską służbą pracy. Po przejściu Bułgarii na stronę aliantów i utworzeniu marionetkowego Bułgarskiego Rządu Narodowego w Wiedniu we wrześniu 1944 r., płk I. P. Rogozarow objął funkcję ministra pracy i służby pracy. Miał zostać dowódcą projektowanego Bułgarskiego Korpusu Ochotniczego, który jednak nie powstał. Ostatecznie objął dowództwo sformowanego w Döllersheim pod koniec 1944 r. Bułgarskiego Pułku Grenadierów SS. Po zakończeniu wojny zamieszkał w Paryżu.